# Xenorhina adisca
Xenorhina adisca es una especie de anfibios de la familia Microhylidae.

## Distribución geográfica
Se encuentra en Nueva Guinea Occidental (Indonesia).